# Falkenberg (Berlin-Bohnsdorf)
Der Falkenberg (auch in der Pluralform Falkenberge verwendet, umgangssprachlich Buntzelberg genannt) ist eine Erhebung im Berliner Bezirk Treptow-Köpenick. Der höchste Punkt ist 59,6 Meter hoch.
Der Berg ist Namensgeber der nahegelegenen Gartenstadt Falkenberg und hat nichts zu tun mit Falkenberg, einem Ortsteil im Bezirk Lichtenberg.

## Lage

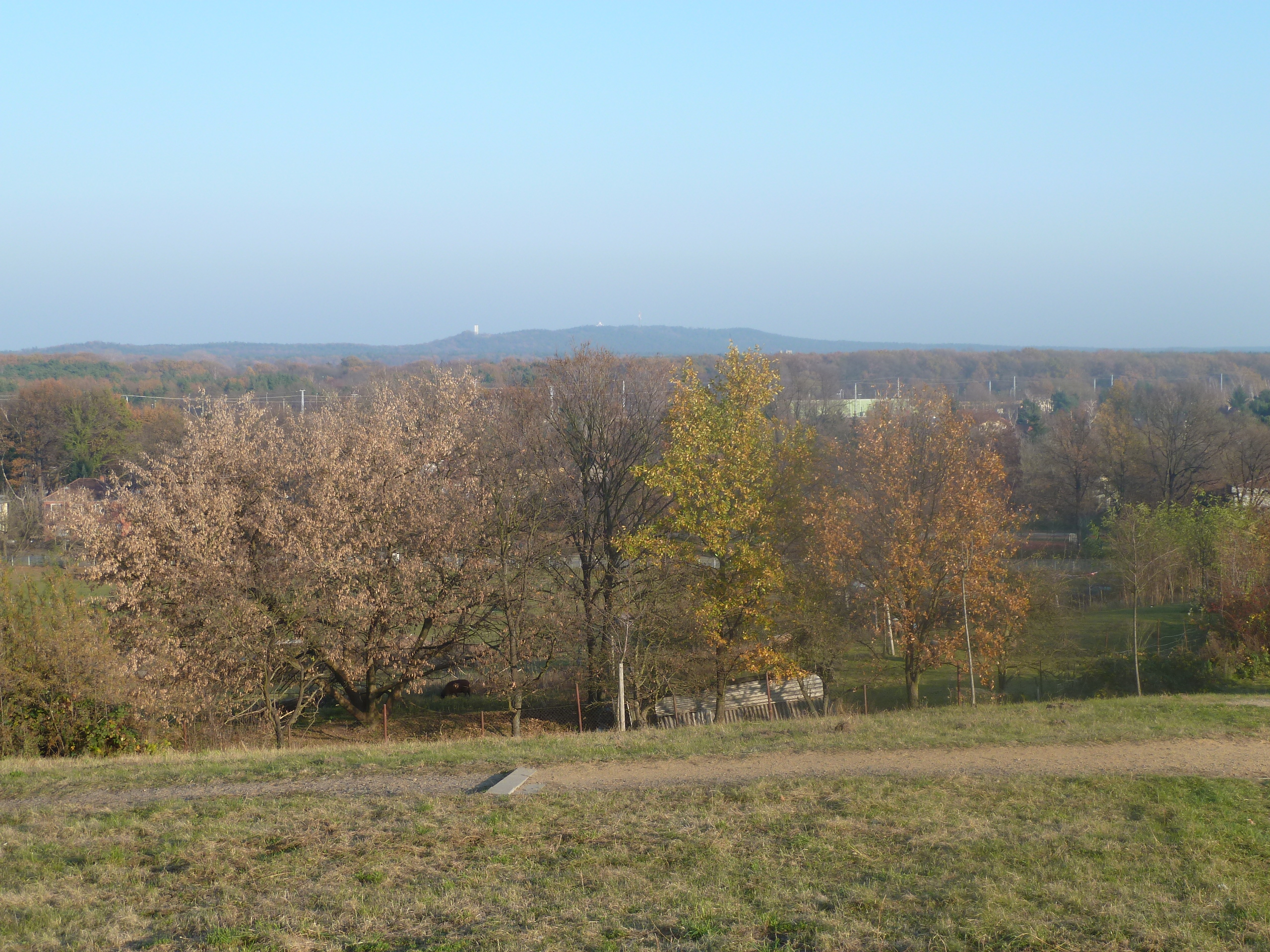
Blick vom Falkenberg in Richtung Nordosten zu den Müggelbergen

Die Anhöhe liegt im Norden des Ortsteils Bohnsdorf nördlich der Buntzelstraße, rund einen Kilometer nordöstlich des Zentrums von Bohnsdorf, unweit der Grenze zu den Ortsteilen Altglienicke und Grünau. Sie ist natürlichen Ursprungs und Teil der Hochfläche des Teltow, die sich nördlich des Falkenbergs zum Berliner Urstromtal hin absenkt. Auf Karten vom Ende des 19. Jahrhunderts ist das Vorwerk Falkenberg nördlich der Anhöhe verzeichnet. In jener Zeit erwarb der Gartenbaudirektor Max Buntzel Land auf dem Berg, legte dort eine große Obstplantage an und ließ ein schlossartiges Anwesen errichten, das auch als Buntzelschlößchen bezeichnet wurde. Nach wenigen Jahren musste Buntzel das Areal wieder verkaufen, seit 1924 entstand dort das Krankenhaus Hedwigshöhe. Nördlich des Falkenberges erbaute Bruno Taut ab 1912 die Gartenstadt Falkenberg, die seit 2008 mit fünf weiteren Siedlungen der Berliner Moderne zur Liste des UNESCO-Welterbes gehört.
Auf der Westseite der Anhöhe entstand seit 2010 die Neue Gartenstadt Falkenberg vor allem mit Eigentumswohnungen. Die Straße Am Falkenberg, die Altglienicke mit Bohnsdorf und Grünau verbindet, ist nach dem Berg benannt.

## Sonstiges
Am Falkenberg liegt die Buntzel-Ranch, ein kleines eingezäuntes Gelände, auf dem regelmäßig Veranstaltungen wie das Bohnsdorfer Osterfeuer oder Erntedankfest stattfinden. Zudem grenzt an den Falkenberg der Sportplatz Buntzelberg, die Heimstätte des Fußballvereins Grünauer BC 1917.